# إليزابيث هاون
أليزابيث هاون (1834-1923) هي مربية استونية عرفت بملحوظيتها في تاريخ الدراسة النسائية في استونيا. درست في مدرسة (Maydellsche Schule) في العاصمة الإستونية تالين، وعملت كمربية قبل أن تصبح فاعلة في مدرسة (Auguste Kuschky) في تالين في عام 1875م.